# Abū Ḥanīfa Dīnawarī
Ābu Ḥanīfah Āḥmad ibn Dawūd Dīnawarī (828-896) (en árabe: ابوحنیفه احمد بن داود دینوری) fue un erudito persa que sobresalió tanto en astronomía, como en agricultura, botánica, geografía, matemáticas y metalúrgica. Nació en Dinawar, un pueblo a mitad de camino entre Hamadán y Kermanshah en Irán occidental. Estudió astronomía, matemáticas y mecánica en Isfahán y filología y poesía en Kufa y Basra. Murió el 24 de julio de 896 en Dinawar. Su contribución más notable fue Kitâb al-nabât ("Libro de plantas"), obra por la cual es considerado el fundador de la Botánica árabe. También se lo reconoce por ser uno de los primeros autores en tratar el tema de los ancestros de los kurdos en su obra «Ansâb al-Akrâd».